# Трёхречье (Кемеровская область)
Трёхречье — посёлок в Междуреченском городском округе Кемеровской области России. Входил в состав Ортонского сельсовета (сейчас — Ортонское территориальное управление).

## История
В 1989 году из части территории Новокузнецкого района  образован Междуреченский район Кемеровской области, включавший Ортонский сельсовет с пос. Трёхречье.

## География
Трёхречье расположено в юго-восточной части Кемеровской области и находится на берегу Ортон, примыкая к пос. Ортон. Уличная сеть не развита. Недалеко реки Колос и Базас.

## Население
| 2010 |
| ---- |
| 115  |

Национальный состав
Согласно результатам переписи 2002 года, в национальной структуре населения шорцы составляли 99 % от общей численности населения в 96 жителей

## Транспорт
Просёлочные дороги.